# یواس‌اس مائوئی (آی‌دی-۱۵۱۴)
یواس‌اس مائوئی (آی‌دی-۱۵۱۴) (به انگلیسی: USS Maui (ID-1514)) یک کشتی بود که طول آن ۵۰۱ فوت (۱۵۳ متر) بود. این کشتی در سال ۱۹۱۷ ساخته شد.